# Georg Alexander Pick

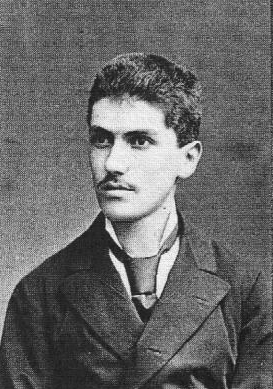
Pick rond 1885.

Georg Alexander Pick (Wenen, 10 augustus 1859 – concentratiekamp Theresienstadt, 26 juli 1942) was een Oostenrijkse wiskundige. Hij bedacht in 1899 de Formule van Pick, een formule om de oppervlakte van een veelhoek te berekenen.